# Pablo Casado (quadrinista)
Pablo Casado é um roteirista de quadrinhos brasileiro.
Nascido em Alagoas, Pablo foi editor do site Universo Paralelo, referência sobre quadrinhos no começo dos anos 2000. Publicou em diversos fanzines até que, em 2004, lançou sua primeira publicação autoral, Esparta: Escola de Super-Herói. Ele também escreveu e produziu curtas-metragens, entre eles Do Amor e Outros Crimes e Fênix.
Em 2014, Rodrigues se juntou ao desenhista Talles Rodrigues para publicarem de forma independente o primeiro volume da série Mayara & Annabelle. A HQ conta a história de duas funcionárias públicas da fictícia Secretaria de Atividades Fora do Comum (SECAFC). Mayara é uma ninja de São Paulo que foi transferida para a SECAFC do Ceará após ter investigado algo que não devia. No novo Estado, conhece Annabelle, assessora técnica em magia que não fica feliz em receber uma nova "colega de trabalho".
A série se tornou um fenômeno do mercado de quadrinhos independentes brasileiros, com cinco volumes lançados através de financiamento coletivo, além de ter sido publicado nos Estados Unidos pela editora Behemoth Comics, ganhou um jogo para celular e ter tido uma edição definitiva lançada em 2021 pela Conrad Editora. Em 2020, foi publicada uma edição especial intitulada Mayara & Annabelle: Hora Extra, que contou com artistas convidados e uma seção de cartas para que os leitores pudessem tirar dúvidas sobre a história.
Outros quadrinhos publicados por Pablo Casado são DUO (com Felipe Cunha), A Cartilha da Bala, Pas de Deux e Sabor Brasilis. Este último, foi financiado pelo ProAc e feito em parceria com os quadrinistas Hector Lima, Felipe Cunha e George Schall.
Em 2021, Pablo recebeu o Troféu HQ Mix de melhor publicação independente edição única por Mayara & Annabelle: Hora Extra. Ele também já fora indicado ao HQ Mix anteriormente por outros volumes da série.